# Comuna de Szprotawa
Szprotawa (polaco: Gmina Szprotawa) é uma gminy (comuna) na Polónia, na voivodia da Lubúsquia e no condado de Żagański. A sede do condado é a cidade de Szprotawa.
De acordo com os censos de 2004, a comuna tem 21 788 habitantes, com uma densidade 93,8 hab/km².

## Área
Estende-se por uma área de 232,31 km², incluindo:
- área agricola: 55%
- área florestal: 33%

## Demografia
Dados de 30 de Junho 2004:
|                      | Total   | Total | Mulheres | Mulheres | Homens  | Homens |
| -------------------- | ------- | ----- | -------- | -------- | ------- | ------ |
|                      | pessoas | %     | pessoas  | %        | pessoas | %      |
| População            | 21 788  | 100   | 11 234   | 51,6     | 10 554  | 48,4   |
| Densidade (pop./km²) | 93,8    | 100   | 48,4     | 48,4     | 45,4    | 45,4   |

De acordo com dados de 2002, o rendimento médio per capita ascendia a 1227,12 zł.

## Comunas vizinhas
- Bolesławiec, Kożuchów, Małomice, Niegosławice, Nowe Miasteczko, Przemków, Żagań